# Effet Einstellung
L'Einstellung ou effet Einstellung, également connu sous le nom effet d'attitude (Einstellungseffekt en allemand) est une posture mentale consistant à prioriser, pour un problème donné, une solution moins efficace mais bien maîtrisée/connue même si des solutions plus efficaces, simples ou appropriées existent,.
Depuis les études effectuées par Abraham Luchins sur le sujet, dont l'une des plus connues implique les problèmes de volume d'eau (en), l'effet a été expérimenté à plusieurs reprises dans différents contextes.

## Expérience des «jarres d'eau»
En 1942, Abraham Luchins mena une expérience dans laquelle on demanda à un ensemble de bénévoles de résoudre le problème suivant: Les participants ont dû imaginer trois cruches vides, d'une capacité de 21, 127 et 3 unités de liquide respectivement, puis trouver un moyen de mesurer 100 unités en transférant l'eau d'un récipient à l'autre. Chaque cruche pouvait être remplie ou vidée autant de fois que nécessaire, mais lorsque remplie elle devait l'être complètement.
La solution était de remplir la deuxième cruche (celle de 127 unités), puis vider une partie de son contenu pour remplir la cruche de 21 unités), de sorte qu'il reste 106 unités, puis enfin remplir deux fois la cruche de 3 unités. Le total d'eau restant dans la cruche d'une capacité de 127 unités est donc de 100 (127 - 21 - 3 - 3 = 100).
Luchins a ensuite proposé d'autres problèmes qui pouvaient se résoudre par les mêmes étapes. Les sujets l'ont exécuté rapidement. Cependant, lorsqu'on leur a proposé un problème se résolvant en deux étapes, ils étaient incapables d'y arriver. On leur a demandé d'obtenir 20 unités d'eau à l'aide de récipients de 23, 49 et 3 unités de capacité. La solution la plus courte était de remplir le premier récipient de 23 unités et, avec ce liquide, de remplir le troisième de 3 unités.
Beaucoup ont insisté sur la résolution du problème avec la méthode plus longue; c'est-à-dire verser l'eau du deuxième récipient dans le premier, puis remplir le troisième deux fois. Enfin, lorsque Luchins a proposé un autre problème qui pourrait également être résolu en deux étapes, mais qui ne pouvait être résolu en trois étapes, les participants l'ont laissé comme impossible.